# Cecropia insignis
Cecropia insignis là loài thực vật có hoa trong họ Tầm ma. Loài này được Liebm. mô tả khoa học đầu tiên năm 1851.